# 影山葉子
影山 葉子（かげやま ようこ）は、日本の看護師、看護学者（臨床看護学）。学位は博士（看護学）（名古屋大学・2017年）。浜松医科大学医学部准教授。
聖マリアンナ医科大学横浜市西部病院、県西部浜松医療センター、済生会横浜市南部病院、静岡県立総合病院での勤務を経て、静岡県立大学短期大学部助教、静岡県立大学看護学部助教などを歴任した。

## 概要
臨床看護学を専攻する看護学者である。代理意思決定者に関する研究や、性的少数者の家族看護の研究などで知られていた。聖マリアンナ医科大学横浜市西部病院、県西部浜松医療センター、済生会横浜市南部病院、静岡県立総合病院にて看護師として勤務し、静岡県立大学、名古屋大学で教鞭を執った。

## 経歴

### 看護師として
当初は看護師として勤務していた。1990年（平成2年）4月、同名の学校法人により設置・運営される聖マリアンナ医科大学に採用された。横浜市西部病院に配属され、1995年（平成7年）3月まで勤務した。
その後、浜松市により設置・運営される県西部浜松医療センターに採用され、1995（平成7年）6月から同年12月まで勤務した。
1997年（平成9年）3月、社会福祉法人である恩賜財団済生会により設置・運営される済生会横浜市南部病院に採用された。それ以来、2001年（平成13年）3月まで勤務した。なお、2001年（平成13年）4月から同年9月にかけて、藤沢市により設置・運営される藤沢市立看護専門学校に非常勤で勤めていた。
さらに、静岡県により設置・運営される静岡県立大学の大学院に進学し、国際関係学研究科にて学んだ。看護学研究科ではなく国際関係学研究科に進学した点について、のちに「看護学以外の学問領域から看護をみつめられたことで、人やものの見かたや捉えかたが大きく変わりました」と述懐している。2004年（平成16年）3月に静岡県立大学の大学院を修了した。
大学院修了後は、静岡県により設置・運営される静岡県立総合病院に採用され、2004年（平成16年）4月から2009年（平成21年）4月まで勤務した。

### 看護学者として
母校である静岡県立大学に採用され、2009年（平成21年）5月に短期大学部の助教として着任した。2016年（平成28年）3月まで短期大学部に所属していたが、同年4月に看護学部に異動した。以来、2018年（平成30年）9月まで看護学部の助教を務めた。看護学部においては、主として看護学科の講義に携わり、成人看護学を受け持った。また、並行して同名の国立大学法人により設置・運営される名古屋大学の大学院にて学んだ。在学中に「家族の意思決定を支援する退院調整看護師の『折り合いをつける』実践知の記述的研究」と題した博士論文を執筆した。その結果、2017年（平成29年）3月27日に博士（看護学）の学位を取得した。
その後、同名の国立大学法人により設置・運営される浜松医科大学に採用され、2018年（平成30年）10月より医学部の准教授として着任した。医学部においては、主として看護学科の講義を担当し、臨床看護学講座を受け持った。

## 研究
専門は看護学であり、特に臨床看護学に関する分野の研究に従事していた。具体的には、代理意思決定者としての家族についての研究に取り組んでいた。また、退院の支援についての研究にも取り組んでいた。さらに、性的少数者の家族の看護についての研究にも取り組んでいた。政治学者である岡野八代とともに「グローバル時代におけるアメリカン・リベラルな個人像の脱主体化に向けて」と題した共同研究に取り組んでいた。

## 略歴
- 1990年 - 聖マリアンナ医科大学横浜市西部病院入職[1]。
- 1995年 - 県西部浜松医療センター入職[1]。
- 1997年 - 済生会横浜市南部病院入職[1]。
- 2001年 - 藤沢市立看護専門学校勤務[1]。
- 2004年 - 静岡県立大学大学院国際関係学研究科修了[2]。
- 2004年 - 静岡県立総合病院入職[1]。
- 2009年 - 静岡県立大学短期大学部助教[1]。
- 2016年 - 静岡県立大学看護学部助教[1]。
- 2017年 - 名古屋大学大学院修了。
- 2018年 - 浜松医科大学医学部准教授[1]。

## 著作

### 寄稿、分担執筆、等
- 済生会横浜市南部病院看護部編『Newベッドサイドの数値表』新訂版、学習研究社、2000年。ISBN 4051520854

### 註釈
1. ↑  県西部浜松医療センターは、2011年に浜松医療センターに改組された。
2. ↑  静岡県立大学は、2007年に静岡県から静岡県公立大学法人に移管された。
3. ↑  静岡県立総合病院は、2009年に静岡県から地方独立行政法人静岡県立病院機構に移管された。
4. ↑  国立大学法人名古屋大学は、国立大学法人岐阜大学と統合され、2020年に国立大学法人東海国立大学機構が設置された。

## 関連人物
- 岡野八代